# El joc del falcó
El joc del falcó (títol original: The Falcon and the Snowman) és una pel·lícula estatunidenca de John Schlesinger estrenada l'any 1984. Ha estat doblada al català.

## Argument
Chris Boyce i Daulton Lee tenen 23 anys l'any 1974, en una Amèrica que està traumatitzada per l'escàndol Watergate. Amics d'infantesa, han escollit vies totalment oposades: Lee ha esdevingut un petit traficant, mentre que Chris, després d'haver-hi renunciat a la prêtrise, es consagra al dressage del seu falcó. Gràcies al seu pare, està contractat en una important companyia d'electrònica, la TRW. Ràpidament promocionat, ocupa una plaça de confiança, rebent els missatges codificats d'un satèl·lit espia a compte de la CIA. És així com sap de les fetes poc glorioses del seu país. Ciutadà model, no comprèn que la CIA es permeti manipular impunement tots els governs del món, hi compresos els dels seus aliats (suport al colpista Augusto Pinochet a Xile, desestabilització del govern laborista a Austràlia, ...).

## Repartiment
- Timothy Hutton: Christopher Boyce
- Sean Penn: Andrew Daulton Lee
- Pat Hingle: Mr. Boyce
- Joyce Van Patten: Mrs. Boyce
- Richard Dysart: Dr. Lee
- Priscilla Pointer: Mrs. Lee
- Chris Makepeace: David Lee
- Dorian Harewood: Gene
- Macon McCalman: Larry Rogers
- Nicholas Pryor: Eddie
- Jerry Hardin: Tony Owens
- Lori Singer: Lana
- David Suchet: Alex